# 梅氏半桿脂鯉
梅氏半桿脂鯉又名梅氏單杆脂鯉，為輻鰭魚綱脂鯉目琴脂鯉亞目複齒脂鯉科的其中一種，為熱帶淡水魚，分布於非洲剛果河中央流域，體長可達5.9公分，棲息在底中層水域，生活習性不明。

## 扩展阅读
維基物種上的相關：梅氏半桿脂鯉